# Ronaldo Angelim
Ronaldo Simões Angelim (Porteiras, 26 de novembro de 1975) é um ex-futebolista brasileiro que atuava como zagueiro.
Um dos momentos mais importantes de sua carreira foi o gol do título do Flamengo no Campeonato Brasileiro de 2009.

## Carreira

### Icasa, Juazeiro, Ceará e Ituano
Ronaldo foi revelado pelo Icasa, onde jogou entre 1996 a 1998, depois passou por diversos clubes, o Juazeiro em 1999, o Ceará também em 1999 e o Ituano em 2000, até que em 2001, acertou contrato com o Fortaleza, clube que o projetaria para o futebol nacional.

### Fortaleza
Pelo Fortaleza, jogou durante cinco anos, nos quais participou das conquistas de quatro Campeonatos Cearenses e de dois vice-campeonatos da Série B do Campeonato Brasileiro.
Ironicamente, Ronaldo, responsável por desarmar os atacantes adversários, marcou seu nome no Fortaleza por causa de um gol que fez. Isto aconteceu na última rodada da Série B do Campeonato Brasileiro de 2004, quando o Fortaleza, buscando retornar à Série A, necessitava ganhar seu jogo, contra o Avaí, por dois gols de diferença, além de precisar torcer para que o Bahia não vencesse o Brasiliense, na Fonte Nova. Faltando cerca de quinze minutos para o término da partida, após cobrança de um escanteio, Ronaldo Angelim surgiu no meio da zaga do Avaí e marcou de cabeça o segundo gol do Fortaleza, gol que levou a equipe leonina de volta à elite do futebol brasileiro.
Todavia, embora idolatrado no Fortaleza, Angelim ainda permanecia bastante desconhecido para o restante do Brasil. Essa injustiça, porém, logo veio a ser desfeita durante a disputa do Campeonato Brasileiro de 2005, quando seu talento passou a ser reconhecido por todos, tendo Angelim sido convocado para compor a zaga do Time das Estrelas, que enfrentou o Corinthians, campeão brasileiro daquele ano, em uma partida organizada pela Confederação Brasileira de Futebol (CBF).

### Flamengo
Em 2006, foi contratado pelo Flamengo, onde teve a oportunidade de ocupar a vaga de titular, em várias partidas. Mesmo assim, ainda não havia conseguido se firmar no time Rubro-Negro. Contudo, mesmo que sem muito prestígio, acabou vendo diversos zagueiros passarem pelo clube e serem dispensados, enquanto ele se mantinha no elenco.

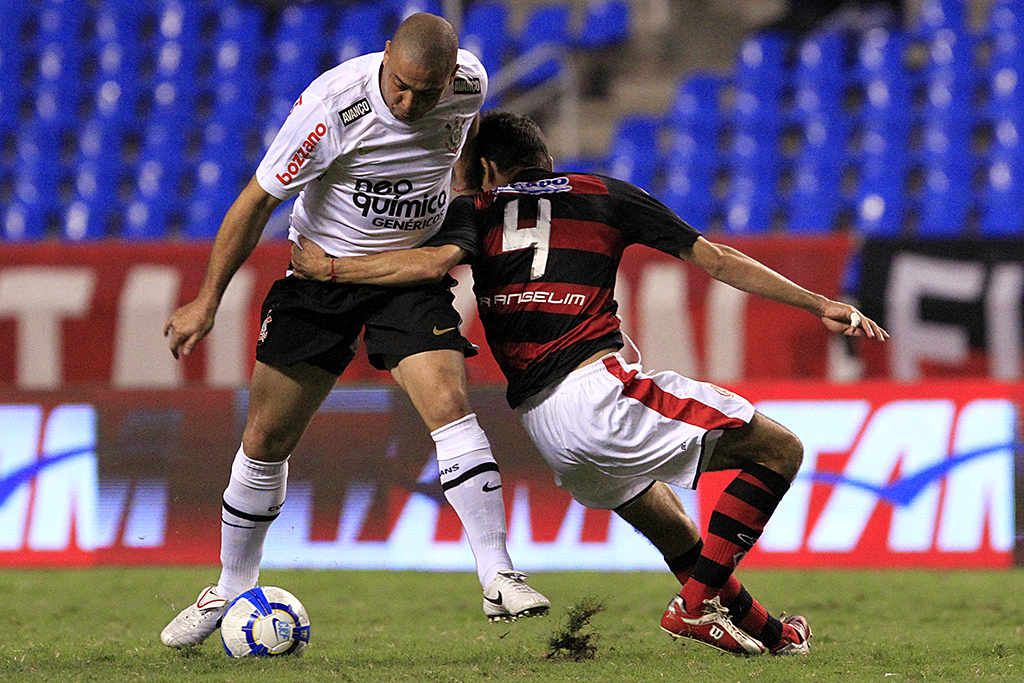
Disputa entre Ronaldo Fenômeno e Ronaldo Angelim em 2010

Foi no segundo semestre de 2007, com a chegada de Fábio Luciano, que Angelim encontrou um perfeito entrosamento com um companheiro de zaga e, desta forma, não deixou mais a vaga de titular.
Tal destaque rendeu elogios de nada menos que Ronaldo Fenômeno, que afirmou achar Ronaldo Angelim "o zagueiro ideal" e que "gostaria de tê-lo como companheiro de equipe", em participação no programa Bem, Amigos!, do canal esportivo SporTV.
Em 2009, na última rodada do Campeonato Brasileiro, Angelim fez o gol do título para o Flamengo aos 25 minutos do segundo tempo, virando o jogo contra o Grêmio ao deixar o placar em 2 a 1:
| “                                                                               | Eu me considero um torcedor, jogo com a alma. Procuro jogar com raça porque sou flamenguista desde criancinha e o mínimo que posso fazer é correr quando entro em campo. | ” |
| — Ronaldo Angelim em entrevista, declarando mais uma vez seu amor pelo Flamengo | |   |

Disputou sua última partida pelo Flamengo no dia 20 de fevereiro de 2011, pela semifinal da Taça Guanabara. O jogo aconteceu no Engenhão, com 26 854 pessoas, que viram o empate com o Botafogo pelo placar de 1 a 1 e logo em seguida a vitória flamenguista nos pênaltis por 3 a 1. O zagueiro marcou o primeiro gol do jogo e o seu último gol pelo rubro-negro aos 14 do primeiro tempo. Angelim despediu-se do Flamengo com apenas uma frustração: a de não ter conquistado a Copa Libertadores da América.
O jogador ficou eternizado na torcida rubro-negra que lhe garantiu a citação em uma canção, que relata todos os heróis das conquistas dos campeonatos brasileiros do clube. "... Bonita foi a festa do Hexa com o Imperador, o gol do Angelim no escanteio que o Pet cobrou..."

### Período sem clube
Em abril de 2012, Ronaldo Angelim não conseguiu acerto com o Fortaleza, e acertou com um clube paulista com qual o nome não foi divulgado. Ele disse que seria um clube da 1ª Divisão.

### Grêmio Barueri
No dia 12 de abril de 2012, foi divulgado o nome do clube paulista onde Ronaldo Angelim jogaria, o Grêmio Barueri, que disputava a segunda divisão do Campeonato Brasileiro.

### Retorno ao Fortaleza
Após sete anos, Angelim acertou seu retorno para o Fortaleza no dia 2 de janeiro de 2013. Apesar de ter recebido propostas do Criciúma e do Guarani de Juazeiro, o zagueiro preferiu fechar com o Tricolor do Pici.

### Aposentadoria
Aos 37 anos, no dia 20 de maio de 2013, Angelim anunciou sua retirada dos gramados. Recebeu homenagem do Flamengo em seu site oficial.
| “                                                      | Se a humildade sempre marcou o comportamento do zagueiro, não falta orgulho para falar de sua passagem pelo Mais Querido. Vários títulos, grandes partidas, liderança e exemplo a ser seguido. O Clube de Regatas do Flamengo agradece a Ronaldo Angelim. Um grande rubro-negro que sempre honrou nosso Manto Sagrado | ” |
| — Nota do site oficial do Clube de Regatas do Flamengo | |   |

Em 2 de maio de 2015, Angelim foi homenageado durante um amistoso entre o Icasa e o Flamengo, em que ele deu o chute inicial da partida, e logo depois recebeu uma placa enaltecendo seus serviços prestados ao Flamengo, direto das mãos do diretor de futebol do Flamengo, Rodrigo Caetano.

## Vida pessoal
Nascido na cidade de Porteiras, na região do Cariri no sul do Ceará, ainda recém-nascido mudou-se para a cidade de São Paulo, local de registro de seu nascimento. Porém, logo em seguida sua família voltou ao Ceará, onde Ronaldo Angelim veio a crescer numa comunidade próxima à cidade de Juazeiro do Norte.
É casado com Ricássia de Boer, a quem conhece desde seus 18 anos. O casal teve dois filhos: Ronald, nascido em 2000, e Riquelme, nascido em 2004.

## Estatísticas
Atualizadas até 5 de maio de 2013

### Clubes
| Clube             | Temporada         | Campeonato nacional | Campeonato nacional | Copa nacional[a] | Copa nacional[a] | Competições continentais[b] | Competições continentais[b] | Outros torneios[c] | Outros torneios[c] | Total | Total |
| Clube             | Temporada         | Jogos               | Gols                | Jogos            | Gols             | Jogos                       | Gols                        | Jogos              | Gols               | Jogos | Gols  |
| ----------------- | ----------------- | ------------------- | ------------------- | ---------------- | ---------------- | --------------------------- | --------------------------- | ------------------ | ------------------ | ----- | ----- |
| Flamengo          | 2006              | 19                  | 1                   | 8                | 2                | —                           | —                           | 12                 | 1                  | 39    | 5     |
| Flamengo          | 2007              | 34                  | 2                   | —                | —                | 6                           | 0                           | 11                 | 1                  | 51    | 3     |
| Flamengo          | 2008              | 35                  | 2                   | —                | —                | 8                           | 0                           | 14                 | 1                  | 57    | 3     |
| Flamengo          | 2009              | 36                  | 1                   | 3                | 0                | 1                           | 0                           | 15                 | 1                  | 55    | 2     |
| Flamengo          | 2010              | 32                  | 1                   | —                | —                | 8                           | 1                           | 11                 | 1                  | 51    | 3     |
| Flamengo          | 2011              | 15                  | 0                   | 4                | 0                | 3                           | 0                           | 9                  | 1                  | 31    | 1     |
| Flamengo          | 2012              | 0                   | 0                   | 0                | 0                | 0                           | 0                           | 0                  | 0                  | 0     | 0     |
| Flamengo          | Total             | 171                 | 7                   | 15               | 2                | 26                          | 1                           | 72                 | 7                  | 284   | 17    |
| Grêmio Barueri    | 2012              | 9                   | 1                   | —                | —                | —                           | —                           | —                  | —                  | 9     | 1     |
| Grêmio Barueri    | Total             | 9                   | 1                   | —                | —                | —                           | —                           | —                  | —                  | 9     | 1     |
| Fortaleza         | 2013              | 0                   | 0                   | 2                | 0                | —                           | —                           | 16                 | 0                  | 18    | 0     |
| Fortaleza         | Total             | 0                   | 0                   | 2                | 0                | —                           | —                           | 16                 | 0                  | 18    | 0     |
| Total na carreira | Total na carreira | 180                 | 8                   | 17               | 2                | 26                          | 1                           | 88                 | 7                  | 311   | 18    |

- a. ^ Jogos da Copa do Brasil
- b. ^ Jogos da Copa Sul-Americana e Libertadores
- c. ^ Jogos do Campeonato Cearense, Campeonato Carioca, Campeonato Paulista e Copa do Nordeste

## Títulos
Fortaleza
- Campeonato Cearense: 2001, 2003, 2004 e 2005

Flamengo
- Copa do Brasil: 2006
- Taça Guanabara: 2007, 2008 e 2011
- Campeonato Carioca: 2007, 2008, 2009 e 2011
- Troféu 100 anos Souza Aguiar: 2007
- Troféu Camisa 12: 2007
- Troféu CBF: 2007
- Troféu 80 Anos da Estação Primeira de Mangueira: 2008
- Taça Rio: 2009 e 2011
- Troféu Rei do Rio: 2009
- Campeonato Brasileiro: 2009